# Bastão de comandante
Bastão de comandante é uma insígnia ou distinção para que qualquer soldado de uma grande unidade militar possa distinguir que é o comandante.

## História
O bastão foi usado a partir da Idade Média, quando os comandantes de diversas forças de diversas nacionalidades e do porte das legiões romanas, com mais de mil homens, de diversas nacionalidades e diferentes línguas.
Os comandantes tinham que se distinguir na tropa, para que qualquer soldado, dos mais de mil soldados, nas diversas legiões soubessem quem é o seu Comandante, o chamado Marechal (o Grão-Mestre do Campo de Batalha e da Guerra). Tal distintivo, distinção no meio de numerosos exércitos, ao que tudo indica, surgiu entre os chamados de marechal, da Ordem dos Templários.